# Дом Слученко (Таганрог)
Дом Слученко — объект культурного наследия регионального значения, который располагается в переулке Антона Глушко, 8, в Таганроге Ростовской области. Признан памятником архитектуры.

## История
В 1840-х годах горожанин по фамилии Варваци на участке, современный адрес которого — переулок Антона Глушко, 6 и 8, построил полутораэтажный дом.
С 1873 по 1880 год дом с участком были в собственности купчихи Анны Дикиаки, а в 1890 году дом уже принадлежал купцу I гильдии Тимофею Леонтьевичу Слученко. В 1885 году он был членом комиссии для наблюдения за городскими начальными училищами, в 1890 году, (по другим данным — в 1892 году) избирался гласным Городской Думы. Некоторое время он работал в конторе Д. Г. Кандоянаки и в качестве конторщика получал 3000 рублей в год. Супругой Тимофея Леонтьевича была Софья Яковлевна, в браке с которой родились сыновья: Иван, Павел, Георгий и Александр.
Сын Иван также стал купцом I гильдии, дружил с семьей свободного художника Валериана Молла. Купцы Слученко владели паровой мельницей в Таганроге. В 1898 году дом перешел в собственность наследникам купца. В период с 1906 по 1915 год домовладение принадлежало Ивану, Алексею и Александру Слученко и Аспазии Георгиевне Слученко.
В 1920-х годах во дворе дома находилась государственная фабрика «Седло» Совнархоза. Согласно Решению № 301 от 18.11.1992 года входит в список объектов культурного наследия регионального значения.

## Описание
Полутораэтажный дом с пятью окнами был построен на высоком фундаменте. В воротах дома располагались полуколонны.

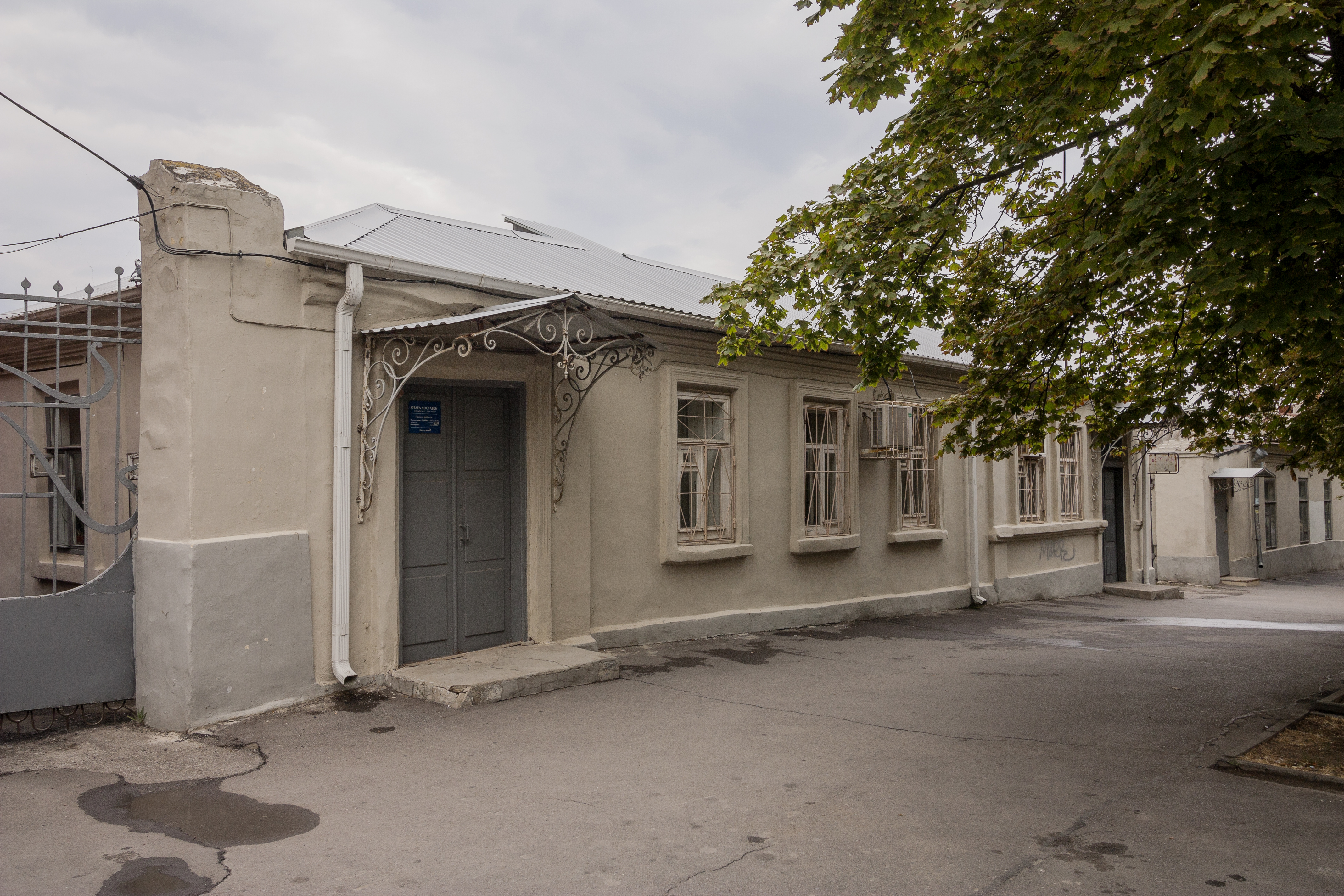
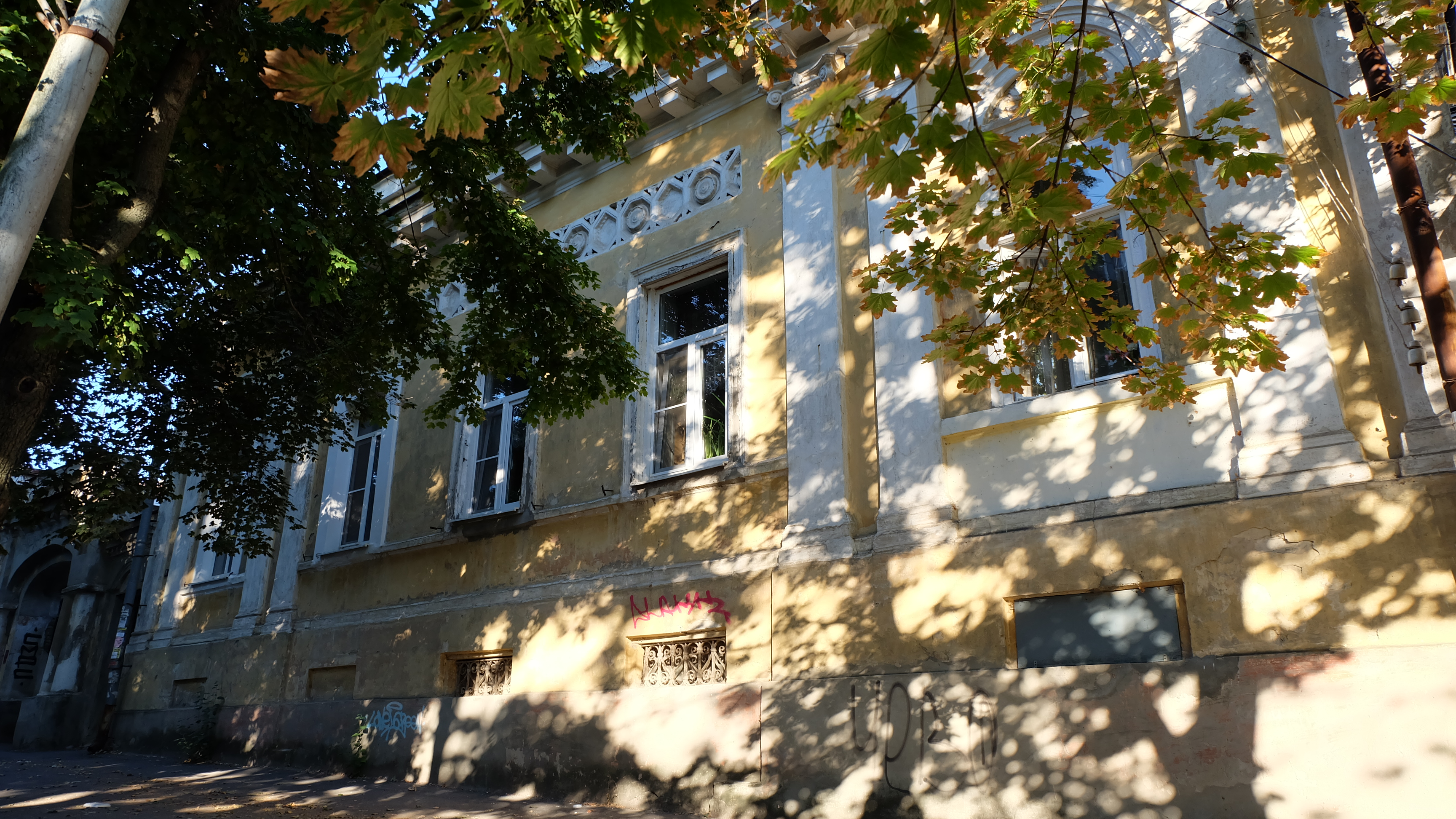